# Lejtnant Dydymow
„Lejtnant Dydymow” (ros. Охранный крейсер „Лейтенант Дыдымов”) – rosyjski okręt wojenny pływający na Dalekim Wschodzie na pocz. XX wieku.
Krążownik „Lejtnant Dydymow” został zbudowany i zwodowany w 1905 r. Był to typ niedużego okrętu wojennego przeznaczonego dla ochrony rosyjskich ośrodków gospodarczych i łowisk na Dalekim Wschodzie. Okręt podlegał departamentowi rybołówstwa ministerstwa rolnictwa i uprawy ziemi. Funkcję kapitana objął Alfred A. Lindholm, zaś w 1919 r. W.K. Sołdatow. Od 1907 r. okręt pływał po Morzu Ochockim, w rejonie Sachalina, wpływał do delty Amuru, nadzorując, aby statki obcych bander nie zapuszczały się na te wody. Ochraniał też ekspedycje naukowo-badawcze. Późną jesienią 1922 r. „Lejtnant Dydymow” pod dowództwem por. B.I. Siemienieca uczestniczył wraz z innymi okrętami i statkami Flotylli Syberyjskiej kontradm. Gieorgija K. Starka w ewakuacji wojsk Białych. 4 grudnia tego roku podczas sztormu okręt zatonął u wybrzeży Chin w rejonie Szanghaju. Zginęło ok. 80 członków załogi i ewakuowanych.